# Sphenocarcinus
Sphenocarcinus is een geslacht van kreeftachtigen uit de klasse van de Malacostraca (hogere kreeftachtigen).

## Soort
- Sphenocarcinus corrosus A. Milne-Edwards, 1878